# Потулицкий, Юзеф Ремигиан
Потулицкий, Юзеф Ремигиан (пол. Józef Remigian Potulicki, укр. Ю́зеф-Ремігіа́н Потули́цький; 1695 — 24 октября 1734 года) — военный и государственный деятель Речи Посполитой. Воевода черниговский (1685-1696), сенатор. Староста божехeвський (с 1723) и млавський (с 1729). Посол в сейм в 1724 и 1730 годах. Полковник коронного войска. Представитель шляхетского рода Потулицких герба Гржимала.

## Биография
Юзеф Ремигиан Потулицкий родился в 1695 году в городе Венцборк. Единственный сын Адама-Лаврентия Потулицького герба Гржимала и Малгожаты Чапской герба Лелива. 1723 году женился на Зофье Дзялинской герба Огоньчик, дочерью кишевського старосты Станислава-Самуэля Дзялинського. В 1724 году, стал депутатом от Поморской провинции в Сейме. В 1730 году, после смерти жены Софии, женился второй раз с Марианной-Терезой Тарло герба Топор, вдовой Эльблонгского каштелянa Якуба Пшебендовского. 16 октября 1732 года, вместе с королем Августом II, был соучредителем Стрелецкого братства в Венцборке, где Потулицьки имели собственное родовое имение. В 1733 году, во время междуцарствия после смерти Августа II, был связан с саксонской партии и поддерживал кандидатуру Фридриха Августа на польский трон. Во время выборов проходивших в том же году он был судьей общего суда капота. Умер 24 октября 1734 года. Похоронен в Гданьске.

## Семья
С 1723 года он был женат на Софии Дзялинской, дочери староста Кишева Станислава Самуэля Дзялинского. Имел от неё троих детей: Александеру, Виторию и Еву. После смерти Софии в 1730 году он женился на Марианне Терезе Тарло, вдове Якуба Пшебендовского.